# Anumeta dentistrigatae
Anumeta dentistrigatae är en fjärilsart som beskrevs av Alphéraky 1883. Anumeta dentistrigatae ingår i släktet Anumeta och familjen nattflyn. Inga underarter finns listade i Catalogue of Life.